# Sínia dels Horts
La Sínia dels Horts és una obra de Llardecans (Segrià) inclosa a l'Inventari del Patrimoni Arquitectònic de Catalunya.

## Descripció
Es tracta d'una sínia en estat mitjà de conservació. Es conserven restes del canal i les cisternes, així com de l'engranatge de la sínia.
El material emprat són pedres de dimensions diverses disposades de manera més o menys regular per a les cisternes i el canal. Per al cos en què es troben tots els engranatges, la disposició és més aleatòria. A la zona de la mota els carreus tenen una mesura inferior.
Destaca l'abundant vegetació.